# Kirche am Lietzensee

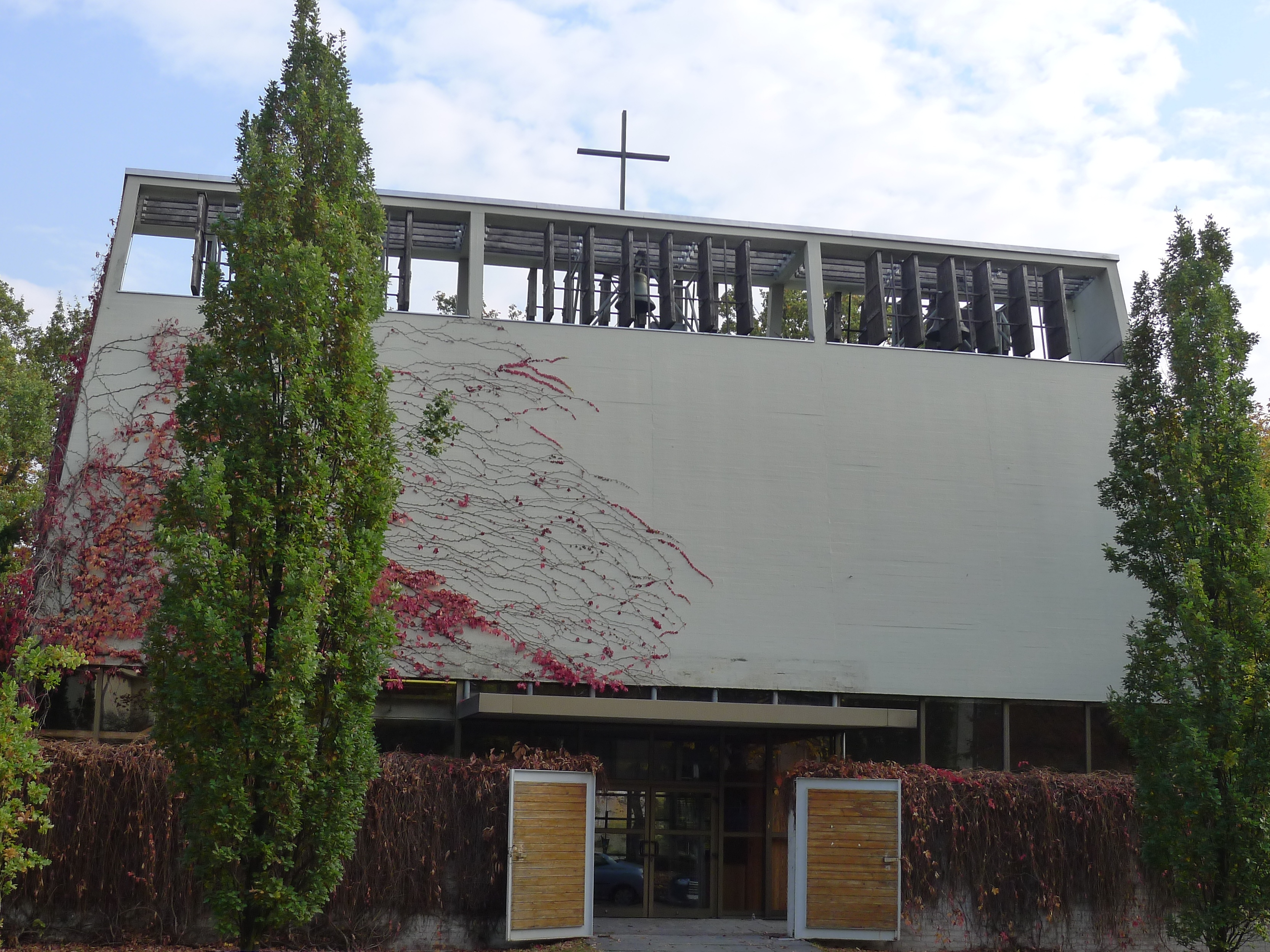
Kirche am Lietzensee

Die Kirche am Lietzensee ist ein Kirchengebäude im Stil der Moderne, errichtet nach Plänen des Architekten Paul Baumgarten. Sie befindet sich im Berliner Ortsteil Charlottenburg des Bezirks Charlottenburg-Wilmersdorf in der Herbartstraße 4–6. Das am 27. September 1959 eingeweihte Gotteshaus für die evangelische Epiphanien-Gemeinde steht zusammen mit dem von Heinrich Straumer entworfenen Gemeindehaus unter Denkmalschutz.

## Geschichte
Am 1. April 1913 wurde der südöstliche Teil der Charlottenburger Kirchengemeinde selbstständig, zunächst unter der Bezeichnung „Epiphanien II“, seit dem 18. April 1915 „Kirchengemeinde am Lietzensee“. Die Gemeinde wollte bereits vor dem Ersten Weltkrieg eine große Kirche am Lietzensee bauen. Der Ausbruch des Krieges und die anschließende Notsituation verhinderten dieses Vorhaben. Deshalb wurde 1920 eine als Notkirche betrachtete Fachwerkkirche mit Holzschalung und Schieferdeckung nach den Plänen von Erich Blunck errichtet. Das am 22. Februar 1920 eingeweihte Gebäude bot Platz für etwa 800 Gläubige. 1929 folgte der Anbau eines Glockenturms, der von Heinrich Straumer entworfen worden war. Straumer lieferte ebenfalls die Pläne für das 1931 eröffnete Gemeindehaus. Das einfache Kirchengebäude wurde im Zweiten Weltkrieg vollständig zerstört. Das benachbarte Gemeindehaus konnte bis 1951 wiederhergestellt werden.
Zu Beginn der 1950er Jahre ließ die Epiphaniengemeinde die Reste der Fachwerkkirche abräumen und hier ein neues Gotteshaus errichten, das 1959 fertiggestellt war.

## Baubeschreibung
Die Saalkirche mit einem fünfeckigen Grundriss steht auf der westlichen Böschung des Lietzensees. In den Hang hinein wurden als Souterrain die Sakristei und Gemeinderäume gebaut. Das Kirchenschiff bietet Platz für 700 Besucher.

### Außen
Der verglaste Eingangsbereich wird durch eine asymmetrisch geteilte Mauer von der Straße abgeschirmt. Oberhalb dessen befindet sich die trapezförmige, leicht zurückgeneigte fensterlose Fassade aus Stahlbeton. Sie ist auf ganzer Breite durch einen offenen, horizontal angeordneten Glockenstuhl abgeschlossen. Dieser ist über die Kante des von der Eingangsfront abfallenden dreieckigen Pultdaches nach oben hinausgezogen und enthält das dreistimmige Geläut. Die kleinste der drei Bronzeglocken des ersten Glockenturmes von 1929 hat den Krieg überdauert, zwei neue Glocken wurden 1959 von Petit & Gebr. Edelbrock gegossen.
| Schlagton | Gewicht (kg) | Durchmesser (cm) | Höhe (cm) | Inschrift                                                    |
| --------- | ------------ | ---------------- | --------- | ------------------------------------------------------------ |
| c′        | 670          | 103              | 86        | SEELIG DIE DAS WORT HÖREN UND BEWAHREN – LUK. 11,28          |
| a′        | 450          | 092              | 74        | FREUT EUCH IN DEM HERRN ALLE WEGE – PHILL. 4,7               |
| g′        | 265          | 076              | 62        | DAS REICH GOTTES IST GERECHTIGKEIT UND FRIEDEN – RÖM. 14,17A |

Die beiden dreieckigen Seitenwände aus Stahlbeton sind nach innen leicht geneigt. Unter ihnen befinden sich Fenster aus farblosem Glas, die zum See hin abfallen. Das kupfergedeckte Dach, das sich nicht in bekannte Dachformen einordnen lässt, besteht aus drei sich gegenseitig stützenden dreieckigen Flächen aus Stahlbeton. Vom Fuß des Glockenstuhls fällt ein dreieckiges Pultdach bis zur Mitte der gläsernen Altarwand ab. Von seinen beiden Seiten fallen wiederum dreieckige Pultdächer nach außen ab, die in den Ecken des Altarraums mit den Dreiecksflächen der Seitenwände zusammentreffen.

### Innen

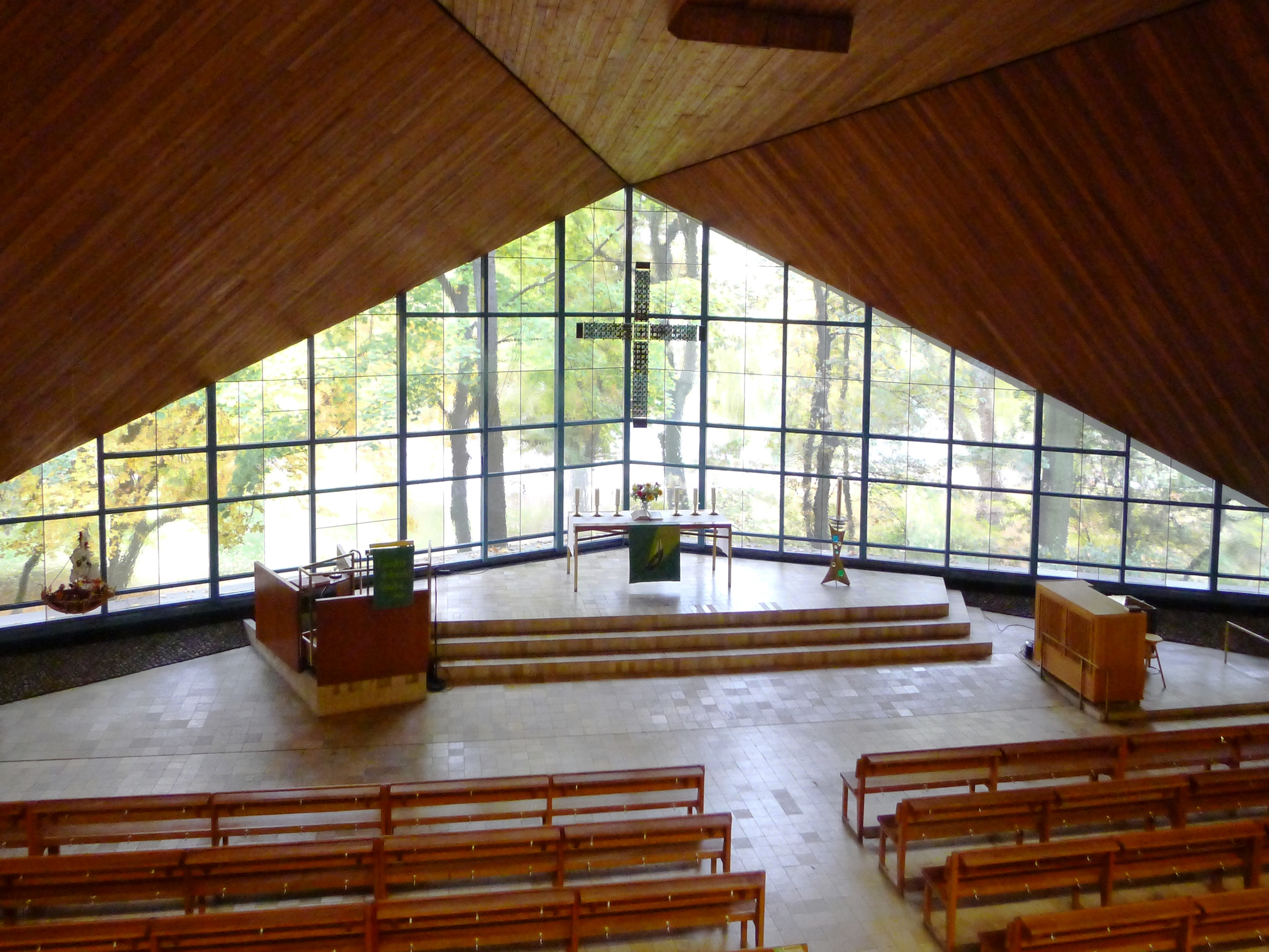
Blick auf die Altarseite

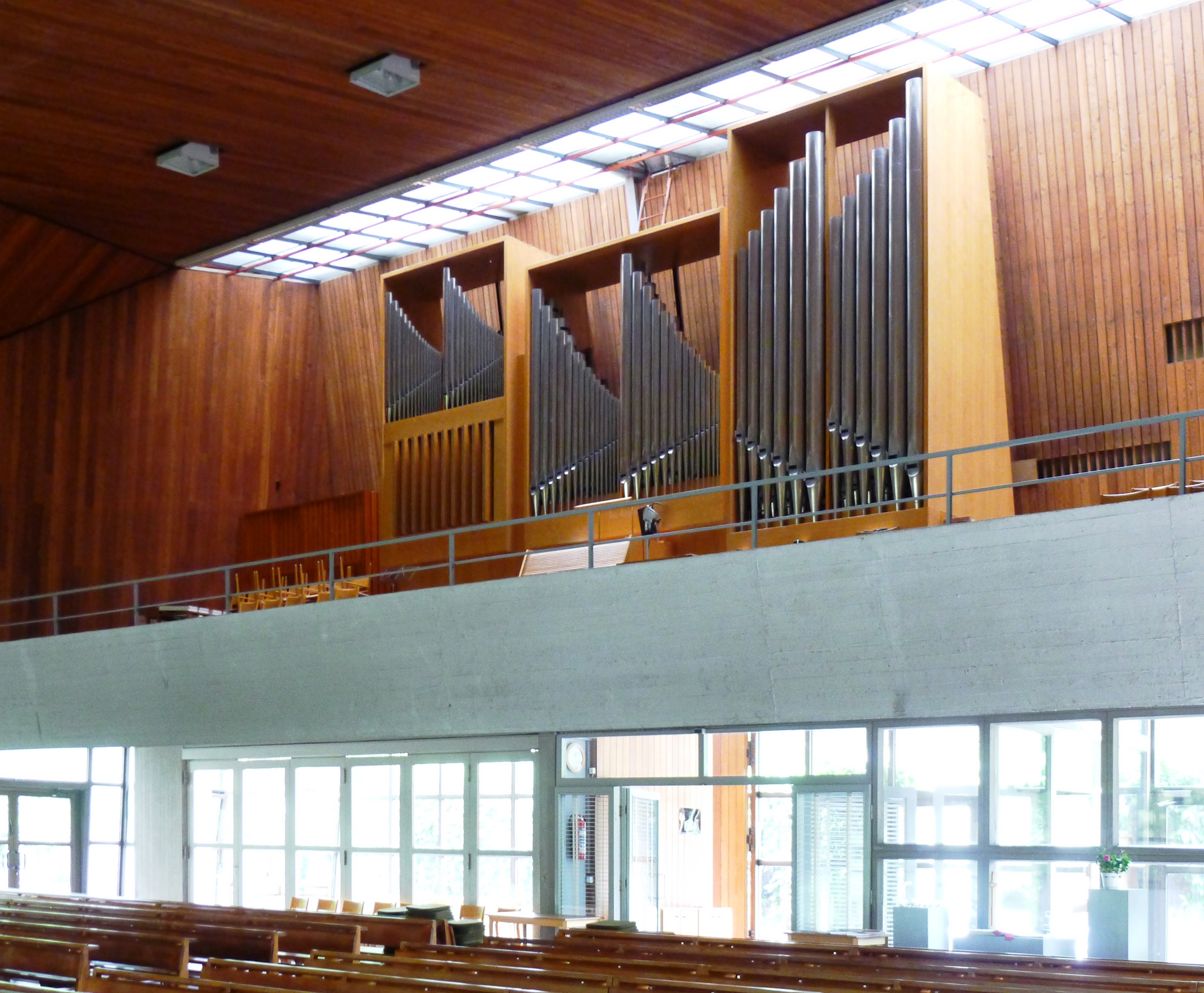
Empore mit Orgel

Das weitgespannte, zeltartig wirkende Kirchenschiff ist stützenfrei. Die Wände oberhalb der Fenster und die Decke sind mit Lärchenholz verkleidet. Der Fußboden ist zum Altar hin leicht geneigt und mit Solnhofener Plattenkalk belegt. Der Altarbereich ist um wenige Stufen erhöht. Der Altar steht in der Mittelachse des Raumes, links die Kanzel und rechts das Taufbecken. Über dem Altar hängt ein aus farbigem Glas und Metall gestaltetes Kreuz. Auf der Empore oberhalb des Eingangsbereichs wurde 1963 eine Orgel der Firma Karl Schuke installiert. Sie weist insgesamt 34 Register mit 2134 Orgelpfeifen auf, die vom Spieltisch mit drei Manualen und Pedal bedient werden. Es handelt sich um eine Schleifladenorgel mit mechanischer Spiel- und elektrischer Registertraktur. Das Werk wurde 2013 durch die Erbauerfirma renoviert. Ihre Disposition kann bei Orgel Databank eingesehen werden.